# Stavkirke de Heddal
La stavkirke de Heddal (en norvégien bokmål Heddal stavkirke, en norvégien nynorsk Heddal stavkyrkje), située dans le village de Heddal, près de la ville de Notodden dans la région du Telemark, est la plus grande église en bois debout de Norvège. Elle fut édifiée au XIIIe siècle, vers 1250.
Elle comprend trois nefs avec une abside semi-circulaire et est entourée d’une galerie extérieure couverte. L’église est réputée pour ses portes sculptées avec des motifs floraux, d’animaux et de formes humaines que l’on pourrait qualifier de fantastique. Sur bon nombre de pignons, on peut voir des têtes d’animaux faisant penser à des chiens. Comparativement, l’intérieur de l’église semble petit par rapport au volume extérieur.
À l’intérieur, on peut admirer la Chaise de l’évêque datant de 1200. L’autel date de 1667 et les peintures sur les murs sont de la même période. La stavkirke de Heddal est toujours utilisée en tant qu’église principale de la paroisse.

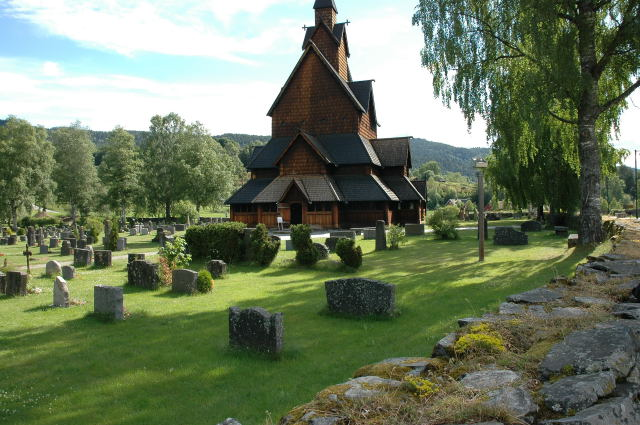
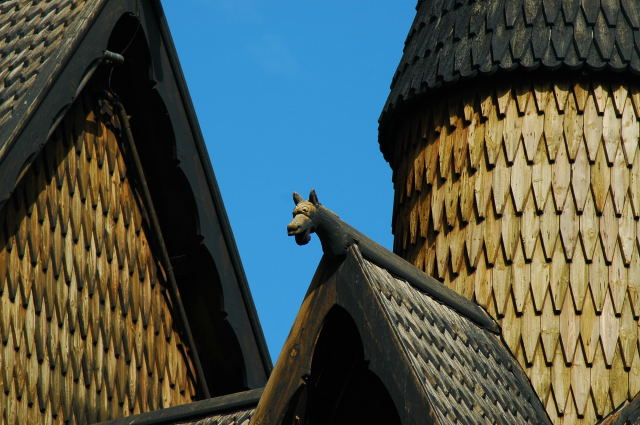
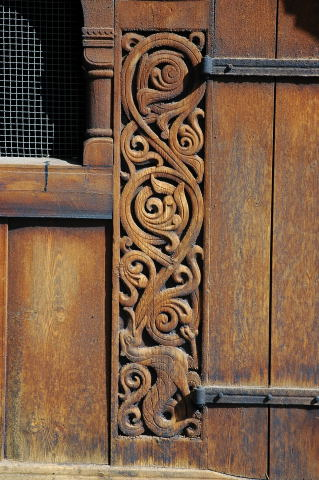